# Lijst van meren naar oppervlakte
Dit is een lijst van meren naar oppervlakte. Bij het volgnummer naar grootte wordt het continent weergegeven met een kleurcode.
| Continentenkleurcode | Continentenkleurcode | Continentenkleurcode | Continentenkleurcode | Continentenkleurcode | Continentenkleurcode | Continentenkleurcode |
| -------------------- | -------------------- | -------------------- | -------------------- | -------------------- | -------------------- | -------------------- |
| Afrika               | Azië                 | Europa               | Noord-Amerika        | Oceanië              | Zuid-Amerika         | Antarctica           |

|    | Naam                               | Landen met oever                                  | Oppervlakte | Lengte   | Maximum diepte | Watervolume     | Map (zelfde schaal voor alle meren) | Nota's |
| -- | ---------------------------------- | ------------------------------------------------- | ----------- | -------- | -------------- | --------------- | ----------------------------------- | --- |
| 1  | Kaspische Zee* zonder Garabogazköl | Kazachstan Turkmenistan Iran Azerbeidzjan Rusland | 371.000 km² | 1.199 km | 1.025 m        | 78.200 km³      |                                     | Algemeen beschouwd als grootste meer ter wereld, soms ook als zee. Zuidelijk deel is geologisch een kleine oceaan. |
| 2  | Michiganmeer/Huronmeer             | Canada Verenigde Staten                           | 117.702 km² | 710 km   | 282 m          | 8.458 km³       |                                     | Michiganmeer en Huronmeer zijn hydrologisch één wateroppervlakte, indien apart berekend zouden Michigan en Huron het op vijf en vier na grootste meer zijn.                                                           |
| 3  | Bovenmeer                          | Canada Verenigde Staten                           | 82.414 km²  | 616 km   | 406 m          | 12.100 km³      |                                     | Is het grootste zoetwatermeer indien Michigan en Huron als twee meren zouden gerekend worden. |
| 4  | Victoriameer                       | Oeganda Kenia Tanzania                            | 69.485 km²  | 322 km   | 84 m           | 2.750 km³       |                                     | Het grootste meer van Afrika. |
| 5  | Tanganyikameer                     | Burundi Tanzania Zambia Congo-Kinshasa            | 32.893 km²  | 676 km   | 1.470 m        | 18.900 km³      |                                     | Op een na diepste meer ter wereld. |
| 6  | Baikalmeer                         | Rusland                                           | 31.500 km²  | 636 km   | 1.637 m        | 23.600 km³      |                                     | Diepste meer ter wereld, grootste volume zoet water ter wereld, grootste meer waarvan de oevers binnen een land liggen.                                                                                               |
| 7  | Great Bear Lake                    | Canada                                            | 31.080 km²  | 373 km   | 446 m          | 2.236 km³       |                                     | Grootste meer volledig in Canada |
| 8  | Malawimeer                         | Tanzania Mozambique Malawi                        | 30.044 km²  | 579 km   | 706 m          | 8.400 km³       |                                     | Op een na diepste meer in Afrika, meer met meeste vissoorten ter wereld. |
| 9  | Great Slave Lake                   | Canada                                            | 28.930 km²  | 480 km   | 614 m          | 2.090 km³       |                                     | Diepste meer in Noord-Amerika |
| 10 | Eriemeer                           | Canada Verenigde Staten                           | 25.719 km²  | 388 km   | 64 m           | 489 km³         |                                     | Het Eriemeer is het op een na kleinste in oppervlakte, en het kleinste meer in volume van de Grote Meren |
| 11 | Winnipegmeer                       | Canada                                            | 23.553 km²  | 425 km   | 36 m           | 283 km³         |                                     | |
| 12 | Ontariomeer                        | Canada Verenigde Staten                           | 19.477 km²  | 311 km   | 244 m          | 1.639 km³       |                                     | |
| 13 | Balkasjmeer*                       | Kazachstan                                        | 18.428 km²  | 605 km   | 26 m           | 106 km³         |                                     | |
| 14 | Ladogameer                         | Rusland                                           | 18.130 km²  | 219 km   | 230 m          | 908 km³         |                                     | Grootste meer van Europa |
| 15 | Vostokmeer                         | Antarctisch gebied opgeëist door Australië        | 15.690 km²  | 250 km   | 900-1.000 m    | 4.000-7.000 km³ |                                     | Grootste meer van Antarctica; ook grootste subglaciaal meer ter wereld. |
| 17 | Onegameer                          | Rusland                                           | 9.891 km²   | 248 km   | 120 m          | 280 km³         |                                     | Op een na grootste meer van Europa |
| 18 | Titicacameer                       | Peru Bolivia                                      | 8.135 km²   | 177 km   | 281 m          | 893 km³         |                                     | Grootste meer van Zuid-Amerika waarbij het Meer van Maracaibo als een baai wordt gerekend. Met een hoogte boven zeespiegel van 3.811 m is het Titicacameer ook een van de hoogst gelegen bevaarbare meren ter wereld. |
| 19 | Meer van Nicaragua                 | Nicaragua                                         | 8.001 km²   | 177 km   | 26 m           | 108 km³         |                                     | |
| 20 | Athabascameer                      | Canada                                            | 7.920 km²   | 335 km   | 243 m          | 204 km³         |                                     | |

* duidt een zoutwatermeer aan.